# Tu-126
Tu-126 (ros. Ту-126) – radziecki samolot ostrzegania i kontroli obszaru powietrznego zbudowany na bazie pasażerskiej maszyny Tu-114. Oznaczenie kodowe NATO: Moss.

## Historia
Prace nad samolotem zdolnym do przenoszenia systemu Liana (Лиана), kompleksu rozpoznania radiolokacyjnego przeznaczonego do wykrywania celów powietrznych i morskich rozpoczęto w 1958 roku w biurze OKB-156 kierowanym przez Andrieja Nikołajewicza Tupolewa. W czerwcu tego samego roku podjęto decyzję rządową o budowie tego typu maszyny w oparciu o system „Liana” na bazie samolotu Tu-95M. Jednak wyniki analiz technicznych inżynierów biura Tupolewa, wskazały, iż zdecydowanie lepiej nadającą się do tego konstrukcją będzie pasażerski samolot Tu-114. Posiadał on obszerniejszą, hermetyzowaną kabinę, miał większą średnice kadłuba, dzięki czemu zdecydowanie łatwiej niż w Tu-95 będzie zmieścić wyposażenie radiolokacyjne i niezbędne systemy. Zapewni również bardziej komfortowe warunki pracy dla przewidywanej dwunastoosobowej załogi. Pod koniec 1961 roku, w zakładzie nr. 18 w Kujbyszewie ukończono budowę prototypu. W odróżnieniu od maszyn seryjnych pozbawiony był on sondy do pobierania paliwa w locie. Z dwóch rozpatrywanych rozwiązań, nieruchomej anteny na pylonie zamontowanym na kadłubie samolotu oraz obracającego się dysku z umieszczoną wewnątrz anteną, również na pylonie, wybrano drugie rozwiązanie. Samolot nie był uzbrojony, wyposażono go jedynie w pasywne i aktywne systemy przeciw-radiolokacyjne. Do swojego pierwszego lotu maszyna wzbiła się 23 stycznia 1962 roku. Rok później, jesienią 1963 podjęto decyzje o uruchomieniu produkcji seryjnej. W kwietniu 1965 roku Tu-126 został przyjęty na uzbrojenie wojsk obrony przeciwlotniczej ZSRR. W latach 1965–1967 wybudowano 8 maszyn. Eskadra Tu-126 stacjonowała w Szawle na Litwie. Samoloty wykorzystywano aż do połowy lat 80. XX wieku. Ostatnia z maszyn została wycofana w 1984 roku. Tu-126 zastąpiono typem A-50.

## Konstrukcja

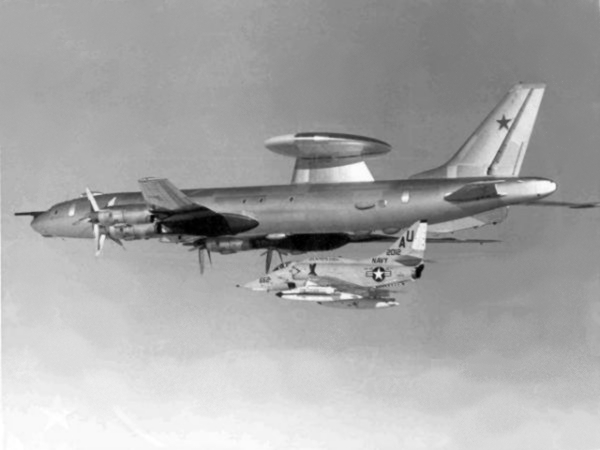
Tu-126 przechwycony przez amerykański A-4 nad Morzem Śródziemnym w 1973 roku

Tu-126 był całkowicie metalowym dolnopłatem, napędzanym czterema silnikami turbośmigłowymi NK-12MW, każdy z dwoma, czterołopatowymi przeciwbieżnymi śmigłami AW-60H o średnicy 5,6 m. Ciśnieniowy i klimatyzowany kadłub o konstrukcji półskorupowej i średnicy 3,7 m. Podwozie trójzespołowe, chowane hydraulicznie z przednim podparciem. Przednia, dwukołowa goleń do wnęki w kadłubie, podwozie główne, każda goleń zaopatrzona w cztery koła, chowane do specjalnych owiewek w skrzydłach. Wielodźwigarowe skrzydło o trapezowym obrysie z dodatnim skosem 35° w części zewnętrznej i 37° w części przykadłubowej i niewielkim, ujemnym wzniosie, zaopatrzone w klapy Fowlera, lotki i spojlery. Usterzenie klasyczne o trapezowym obrysie. U dołu kadłuba, pod usterzeniem umieszczono dużą płetw stabilizującą. Załoga składała się z dwóch pilotów, dwóch operatorów pasywnych i aktywnych systemów przeciw-radiolokacyjnych, radiooperatora, oficera naprowadzania, inżyniera pokładowego, trzech operatorów systemu Liana, inżyniera serwisowego i operatora wyposażenia radiotechnicznego. W sumie 12 osób jednej zmiany, kolejne 12 osób drugiej zmiany odpoczywało w specjalnie do tego celu przystosowanych pomieszczeniach. Na kadłubie znajduje się duży pylon, na szczycie którego umieszczono obracającą się owiewkę o średnicy 11 metrów z anteną systemu Liana, obracającą się z szybkością 10 obrotów na minutę. Tu-126 wykrywał wrogie maszyny myśliwskie z odległości 100 km a wielkości bombowca w sprzyjających warunkach w odległości 300 km. Duże jednostki morskie wykrywano z odległości 400 km. Tu-126 miał minimalne możliwości wykrywania celów lecących na tle ziemi.